# Брати Сістерс (фільм)
«Брати Сістерс» (англ. The Sisters Brothers) — копродукційний фільм-вестерн 2018 року, поставлений режисером Жаком Одіаром за однойменним романом Патріка Девітта (2011) з Джоном Сі Рейлі та Хоакіном Феніксом у головних ролях. Світова прем'єра стрічки відбулася 2 вересня 2018 року на 75-му Венеційському міжнародному кінофестивалі, де він брав участь в основній конкурсній програмі та отримав «Срібного лева» за найкращу режисерську роботу .

## Сюжет
1850-ті роки. Брати Чарлі (Хоакін Фенікс) та Ілай (Джон Сі Рейлі) Сістерси живуть у дикому і ворожому світі. На їхніх руках кров і злочинців, і невинних людей… У них немає докорів сумління, щоб убивати. Це їхня робота. Чарлі, молодший брат, народився, щоб убивати. Ілай ж, натомість, мріє жити нормальним життям. За завданням таємничого Коммодора (Рутгер Гауер), який їх найняв, вони повинні знайти й прикінчити якогось Ворма, золотошукача-авантюриста. Так, від Орегона до Каліфорнії починається безжальне полювання на жертву: шлях посвяти, який перевірить божевільний зв'язок між двома братами.

## У ролях
- Джон Сі Рейлі — Ілай Сістерс
  - Альдо Маланд — молодий Ілай
- Хоакін Фенікс — Чарлі Сістерс
  - Тео Екзархопулос — молодий Чарлі
- Джейк Джилленгол — Джон Морріс
- Різ Ахмед — Герман Керміт Варм
- Ребекка Рут — Мейфілд
- Еллісон Толман — дівчина в салуні
- Рутгер Гауер — Коммодор
- Керол Кейн — місіс Сістерс
- Єн Реддінгтон — містер Сістерс
- Крід Бреттон — людина в салуні

## Знімальна група
- Автори сценарію — Жак Одіар, Тома Бідеґен (за романом Патріка Девітта «Брати Сістерс», 2011)
- Режисер-постановник — Жак Одіар
- Продюсери — Паскаль Кочето, Майкл Де Лука, Елісон Дікі, Меган Еллісон, Мішель Меркт, Крістіан Мунджіу, Джон Сі Райлі, Грегуар Сорлат
- Виконавчі продюсери — Челсі Барнард, Тудор Реу, Семмі Шер, Фернандо Вікторія Де Лесеа
- Оператор — Бенуа Дебі
- Композитор — Александр Деспла
- Монтаж — Жульєтт Вельфлін
- Художник-постановник — Мішель Бартелемі
- Художник-костюмер — Мілена Канонеро
- Художник-декоратор — Ангела Наум
- Артдиректори — Жиль Буалло, Антоніо Кальво-Домінгес, Домінік Муасан, Сербан Порупко, Етьєн Роде
- Звук — Бриджит Тайондьї, Сиріл Гольц, Валері Де Луф

## Виробництво
У 2011 році було оголошено про те, що права на екранізацію роману «Брати Сістерс» канадського письменника Патріка Девітта були продані виробничій компанії Джона Сі Рейлі, причому Рейлі зіграє у фільмі роль одного з братів. Чотири роки потому французький режисер Жак Одіар заявив у інтерв'ю на радіостанції RTL, що зніматиме свій перший фільм англійською мовою. 25 квітня 2016 року видання Deadline Hollywood повідомило, що до проєкту приєднався Хоакін Фенікс. У лютому 2017 року Variety повідомило, що до акторського складу стрічки приєднався Джейк Джилленгол, а згодом, що Різ Ахмед. Variety також оголосило, що компанія Annapurna Pictures приєдналася до виробництва та спів-фінансування фільму спільно з Why Not Productions, а Меган Еллісон виступила виконавчим продюсером проєкту.
Знімання фільму стартувало на початку червня 2017 року в іспанському місті Альмерія та продовжувалося упродовж усього літа в Табернасі, Наваррі та Арагоні.

## Реліз
Світова прем'єра фільму відбулася 2 вересня 2018 року на 75-му Венеційському міжнародному кінофестивалі, де він брав участь в основній конкурсній програмі. 7 вересня 2018 року його також показали на 43-му міжнародному кінофестивалі у Торонто, де він брав участь у програмі секції «Спеціальні презентації». У французький прокат стрічка вийшла 19 вересня 2018 року. У США та Канаді фільм вийшов 21 вересня 2018. В українському прокаті фільм демонструвався з 11 жовтня 2018 року. 

## Нагороди та номінації
| Список нагород та номінацій                 | Список нагород та номінацій | Список нагород та номінацій                | Список нагород та номінацій                    | Список нагород та номінацій | Список нагород та номінацій |
| Кінофестиваль/Кінопремія                    | Рік                         | Категорія                                  | Номінант(и)                                    | Результат                   | Дж                          |
| ------------------------------------------- | --------------------------- | ------------------------------------------ | ---------------------------------------------- | --------------------------- | --------------------------- |
| 75-й Венеційський міжнародний кінофестиваль | 2018                        | Золотий лев                                | «Брати Сістерс»                                | Номінація                   |                             |
| 75-й Венеційський міжнародний кінофестиваль | 2018                        | Срібний лев за найкращу режисерську роботу | Жак Одіар                                      | Перемога                    |                             |
| Міжнародний кінофестиваль у Торонто         | 2018                        | Приз «Народний вибір»                      | «Брати Сістерс»                                | Номінація                   | [ 14 ]                      |
| Премія «Люм'єр»                             | 04.02.2019                  | Найкращий фільм                            | «Брати Сістерс»                                | Перемога                    | [ 18 ]                      |
| Премія «Люм'єр»                             | 04.02.2019                  | Найкращий режисер                          | Жак Одіар                                      | Перемога                    | [ 18 ]                      |
| Премія «Люм'єр»                             | 04.02.2019                  | Найкращий кінооператор                     | Бенуа Дебі                                     | Перемога                    | [ 18 ]                      |
| Премія «Люм'єр»                             | 04.02.2019                  | Найкраща музика до фільму                  | Александр Деспла                               | Номінація                   | [ 18 ]                      |
| Премія «Сезар»                              | 22.02.2019                  | Найкращий фільм                            | «Брати Сістерс»                                | Номінація                   | [ 19 ]                      |
| Премія «Сезар»                              | 22.02.2019                  | Найкраща режисерська робота                | Жак Одіар                                      | Перемога                    | [ 19 ]                      |
| Премія «Сезар»                              | 22.02.2019                  | Найкращий адаптований сценарій             | Жак Одіар та Тома Бідеґен                      | Номінація                   | [ 19 ]                      |
| Премія «Сезар»                              | 22.02.2019                  | Найкраща музика до фільму                  | Александр Деспла                               | Номінація                   | [ 19 ]                      |
| Премія «Сезар»                              | 22.02.2019                  | Найкращий монтаж                           | Жульєтт Велфінґ                                | Номінація                   | [ 19 ]                      |
| Премія «Сезар»                              | 22.02.2019                  | Найкраща операторська робота               | Бенуа Дебі                                     | Перемога                    | [ 19 ]                      |
| Премія «Сезар»                              | 22.02.2019                  | Найкращі декорації                         | Мішель Бартелемі                               | Перемога                    | [ 19 ]                      |
| Премія «Сезар»                              | 22.02.2019                  | Найкращий дизайн костюмів                  | Мілена Канонеро                                | Номінація                   | [ 19 ]                      |
| Премія «Сезар»                              | 22.02.2019                  | Найкращий звук                             | Брижитт Тайландьє, Валері де Лоф та Сиріл Ольц | Перемога                    | [ 19 ]                      |